# Pia Wurtzbach
Pia Wurtzbach Alonzo de Jauncey (Stuttgart, Alemania, 24 de septiembre de 1989) es una modelo, actriz, empresaria, activista social, filántropa y presentadora alemana-filipina, ganadora de la 64.ª edición de Miss Universo en Las Vegas, Estados Unidos siendo coronada como Miss Universo 2015 y convirtiéndose en la tercera filipina en ganar dicho título.

## Vida
Pia Wurtzbach nació el 24 de septiembre de 1989, en Stuttgart, Baden-Württemberg, Alemania. Es hija de padre alemán, llamado Klaus Uwe Wurtzbach, y de madre filipina, llamada Cheryl Alonzo, proveniente de Cagayán de Oro, Misamis Oriental. Tiene una hermana tres años menor. Vivió durante algunos años en Londres, Inglaterra, Reino Unido, junto con su familia. Terminó su educación secundaria en Ciudad Quezon y continuó sus estudios universitarios en la carrera de cocina, en la Universidad de Manila.

## Ámbito profesional
Su carrera en la televisión comenzó desde la temprana infancia, ya que a los 4 años debutó con el nombre de Pía Romero en el programa de talentos llamado Star Magic (Estrella Mágica), de ABS-CBN. En su juventud fue protagonista de varias series juveniles en su país, y también tuvo un rol protagónico en tres películas juveniles. Es escritora, cocinera, estilista, cosmetóloga, actriz y modelo de larga trayectoria en la televisión filipina.[cita requerida]

## Miss Universo 2015
Tras haber terminado como primera finalista en Miss Filipinas del año 2013, Pia vuelve a competir en el mismo certamen en el 2015, obteniendo el título nacional en el mes de marzo, tras haber competido con 33 candidatas de todo el país por lo que le dio el derecho de representar a su país en Miss Universo 2015.
El día 20 de diciembre de 2015, Pia Wurtzbach clasifica entre las 15 semifinalistas para desfilar en traje de baño, luego pasa a la siguiente ronda en donde desfila con su vestido de gala. Finalmente, clasifica entre las 5 mejores y se somete a la pregunta final, para determinar el título.
Llegado el momento de la coronación, fue anunciada como primera finalista ya que Steve Harvey, el presentador del certamen, había anunciado como Miss Universo 2015 a Ariadna Gutiérrez, de Colombia y alrededor de 2 minutos después del anuncio y de que Paulina Vega (Miss Universo 2014) coronará a su compatriota, Steve volvió al escenario para confesar el error que había cometido, ya que la verdadera ganadora era Pia Wurtzbach de Filipinas,  convirtiéndose así en la tercera representante filipina en ganar el Miss Universo, tras 42 años sin obtener el título (Margarita Roxas en 1973).
Durante su reinado visito 10 países los cuales fueron Filipinas, Canadá, Perú, Ecuador, Panamá, Islas Caimán, Tailandia, Emiratos Unidos Árabes, Singapur e Indonesia este último  para grabar el comercial de  Vitaminas You C100.
Otras campañas publicitarias incluyeron Jealous 21, Yamamay, Sherri Hill y High 5 Casino también fue imagen de Crean Silk, Philippines Airlines, Olay total effects, PLDThome y BDO unbank
Poso para revistas como Hasper Bazar, Cosmopolita, Esquire, People Asia, Mega, y  fue fotografiada por el importante fotógrafo Nigel Barker.
Modelo en dos ocasiones en la semana de la moda de New York.

## Vida personal
Pia Wurtzbach actualmente reside en Manila. Mantiene una relación sentimental con Jeremy Jauncey, un empresario de la industria hotelera., tras casi 2 años juntos, anunciaron en sus redes sociales, su compromiso matrimonial.
Su matrimonio el 24 de marzo de 2023 no se anunció hasta el 5 de mayo. El lugar de su boda se celebró en la Isla Norte, Seychelles.